# 大学院重点化
大学院重点化（だいがくいんじゅうてんか）とは、一般的には、大学の教育研究組織を従来の学部を基礎とした組織から大学院を中心とした組織に変更することを指す。しかし、国立大学の予算用語としては、これとは多少異なる意味合いで使われる場合もある。大学院講座化、大学院部局化とも呼ばれる。

## 概要
第二次世界大戦以前は行政府の指示により旧帝国大学が大学院研究施策を実施していた。第二次世界大戦後は有力な私立大学が教員留学プログラム、日本国外における教育拠点の設置、交換留学生プログラム等を実施する形で大学院重点化を進めた。
従来の国立大学は学部を基礎に教育研究組織が作られ、大学院は学部に付加されるものとされてきた。具体的には教員は学部の教員であり、大学院を兼務することになっていた。当時の国立大学の予算である積算校費は学生数を基準に計算されていたが、同じ学生でも学部生と大学院生とでは1人あたりの積算校費に大きな差（一般には25%増であった）があった。
1990年代以降に東京大学が先陣を切り、1991年に東京大学法学政治学研究科、1992年に京都大学大学院法学研究科、1993年に北海道大学理学研究科がそれぞれ重点化を行った。その後、旧帝国大学などが相次いで大学院重点化を行い、2000年度までに北海道大学、東北大学、東京大学、一橋大学、東京工業大学、名古屋大学、京都大学、大阪大学、九州大学の9大学で全部局の重点化が完了した。
その後も他の国立大学で予算優遇措置を伴わない大学院の部局化が行われたほか、私立大学においても同様の大学院重点化がなされた所がある。例えば、日本医科大学は2001年度に私立医科大学として初めて大学院重点化宣言をし、現在まで継続して大学院の重点的整備を行っている。
2008年までに全学の大学院重点化（講座化・部局化等の意味を含む）を終えた国立大学は旧帝国大学と、東京医科歯科大学、東京工業大学、一橋大学、神戸大学、筑波大学、新潟大学、金沢大学、岡山大学、広島大学の16大学である。
本来の意味での「大学院重点化」は上記16大学の全ての学部において行われたわけではなく、一部の大学においては学内措置として教員の所属を大学院に配置換えしただけの学部・研究科もある。このような場合は、本来の意味の重点化ではないが、見かけ上、重点化のように捉えられるという状況にある。

## 重点化の効果とその後の経緯
学部定員を大学院定員に振り替えて大学院定員を急激に増加させたことにより、大学院生の質の低下を招いたとも言われる。就職先の増加がないままの研究者の卵である博士課程学生定員の急激な増加は大学院の博士課程（博士後期課程など）の修了者（課程博士）の余剰を加速させ、若手研究者に深刻な就職問題を引き起こした（余剰博士）。
その後、予算抑制を図る旧文部省の指導もあり、大学院重点化は上述の大学、及び、特例として医学系研究科と若干の例外以外はほとんど実施に移されないこととなった。そのため、結果的に、文部科学省による一部有力国立大学の優遇策とみなされ、教育の機会均等という意味から批判的な意見がみられることもあった。

## 大学院に教育の重点を移した（大学院重点化）大学の一覧
研究教育を行うにあたり、予算を学部から研究科に重点を移した国立大学。よって、学部も存続している。
なお、以下の大学は全学で前期・後期課程の大学院を設置。
- 北海道大学
- 東北大学
- 筑波大学
- 東京大学
- 一橋大学
- 東京工業大学
- 東京農工大学
- 東京医科歯科大学
- 新潟大学
- 金沢大学
- 名古屋大学
- 京都大学
- 大阪大学
- 神戸大学
- 岡山大学
- 広島大学
- 九州大学

注）上記の大学以外にも、前期・後期課程を有する大学院を設置する国立大学法人や公立大学法人、特定分野に対して大学院の拡充を行っている国立大学法人もある。

## 予算増の伴わない大学院「改組」
2000年に積算校費の制度が「教育研究基盤校費」と改められ、教員数積算分の単価は現行の修士講座・非実験系に、学生数積算分の単価は現行の文科に統一された。その上で、理系実験講座については学長裁量により配分可能な校費とし、その中で配分を決めるというシステムが文部科学省から示された。そのため、予算措置上重点化の意味はなくなった。
その際、直ちに重点化を図った所もあったが、予算増を目的として重点化を検討していた大学はほとんど改組を見送った。中には広島大学文・教育・工学部のように教員組織を大学院に移行した場合もあり、それを「大学院講座化」と呼んだ。その後は大学の研究指向を示す組織的な裏付けを示す手段として改組が進められている。
大学院定員の増加を伴わない改組（部局化）が図られた所もあり、その際、研究の方針を示す様々な組織形態が「考案」された。「学府・研究院・学環」などはその例である。それらはポリシーあるいはステータスとしての広義の大学院重点化であり、従来の予算確保を目的とした大学院重点化とは異なる。